# Campeonato Paranaense de Futebol de 1977
O Campeonato Paranaense de Futebol de 1977 foi a 63° edição do campeonato estadual do Paraná uma competição organizada pela Federação Paranaense de Futebol que teve como campeão o Grêmio Maringá, pela terceira vez, e quebrou a sequencia de seis titulos consecutivos do vice-campeão Coritiba. A artilharia foi dividida entre Edu do Colorado Esporte Clube, e Itamar do Grêmio Maringá, o campeonato teve a inclusão do Centenário Esporte Clube de Centenário do Sul, e a Sociedade Esportiva Matsubara de Cambará, campeão vice da segunda divisão de 1976. A média de público deste campeonato ficou em 5.098 pagantes.
Outro fato marcante deste campeonato e que perdura até os atuais dias (ref. 2011) é o recorde do goleiro Altevir Sales que completou 1066 minutos sem tomar gol, atuando pelo Clube Atlético Paranaense. As partidas são:
- 25 de junho de 1977 – Atlético 1×0 Londrina
- 29 de junho de 1977 – Atlético 6×0 Mourãoense
- 03 de julho de 1977 – Coritiba 0×0 Atlético
- 10 de julho de 1977 – Atlético 1×0 Colorado
- 13 de julho de 1977 – Atlético 0×0 Matsubara
- 17 de julho de 1977 – Iguaçu 0×0 Atlético
- 20 de julho de 1977 – Atlético 0×0 Coritiba – Prorrogação: Atlético 1×0
- 31 de julho de 1977 – Atlético 0×0 União Bandeirante
- 07 de agosto de 1977 – Matsubara 0×1 Atlético
- 14 de agosto de 1977 – Colorado 0×0 Atlético
- 17 de agosto de 1977 – Atlético 1×0 Iguaçu

O recorde contabiliza 11 partidas completas e/ou 1066 minutos (somados tempo extra/prorrogação e 16 minutos do último jogo em que sofreu, novamente, um gol).
Obs: Durante essa sequência, houve alguns jogos em que o reserva Cícero atuou como titular. Esses jogos não foram inclusos na listagem acima e esta sequência só foi quebrada aos 16 minutos do primeiro tempo no jogo contra o Grêmio Maringá no dia 28 de agosto de 1977.

## Participantes
| Equipe                                       | Cidade            | Região                            | No ano anterior                                                            | Estádio                                | Capacidade | Títulos             | Participações |
| -------------------------------------------- | ----------------- | --------------------------------- | -------------------------------------------------------------------------- | -------------------------------------- | ---------- | ------------------- | ------------- |
| Coritiba Foot Ball Club                      | Curitiba          | Região Metropolitana de Curitiba  | Campeão                                                                    | Estádio Major Antônio Couto Pereira    | 38.000     | 25 (último em 1976) | 54            |
| Clube Atlético Paranaense                    | Curitiba          | Região Metropolitana de Curitiba  | Terceiro Lugar                                                             | Estádio Joaquim Américo                | --         | 11 (último em 1970) | 44            |
| Londrina Esporte Clube                       | Londrina          | Microrregião de Londrina          | Quarto Lugar                                                               | Estádio do Café                        | 36.000     | 1 (1962)            | 7             |
| União Bandeirante Futebol Clube              | Bandeirantes      | Microrregião de Cornélio Procópio | Sexto Lugar                                                                | Estádio Comendador Luís Meneghel       | 10.000     | 0 (não possui)      | 12            |
| Rio Branco Sport Club                        | Paranaguá         | Litoral Paranaense                | Décimo Primeiro Lugar                                                      | Estradinha                             | --         | 0 (não possui)      | 22            |
| Pinheiros                                    | Curitiba          | Região Metropolitana de Curitiba  | Quinto Lugar                                                               | Estádio Érton Coelho de Queiroz        | 10.000     | 0 (não possui)      | 6             |
| Colorado Esporte Clube                       | Curitiba          | Região Metropolitana de Curitiba  | Vice Campeão                                                               | Estádio Durival Britto e Silva         | 17.000     | 0 (não possui)      | 6             |
| Associação Atlética Iguaçu                   | União da Vitória  | Microrregião de União da Vitória  | Décimo Lugar                                                               | Estádio Municipal Antiocho Pereira     | 12.000     | 0 (não possui)      | 6             |
| Umuarama Futebol Clube                       | Umuarama          | Microrregião de Umuarama          | Nono Lugar                                                                 | Estádio Municipal Lúcio Pipino         | 3.000      | 0 (não possui)      | 5             |
| Atlético Clube Paranavaí                     | Paranavaí         | Microrregião de Paranavaí         | Oitavo Lugar                                                               | Estádio Municipal Dr. Waldemiro Wagner | 25.000     | 0 (não possui)      | 15            |
| Operário Ferroviário Esporte Clube           | Ponta Grossa      | Microrregião de Ponta Grossa      | Décimo Segundo Lugar                                                       | Estádio Germano Krüger                 | 8.620      | 0 (não possui)      | 29            |
| Grêmio de Esportes Maringá                   | Maringá           | Microrregião de Maringá           | Sétimo Lugar                                                               | Estádio Willie Davids                  | 21.600     | 2 (1963,1964)       | 15            |
| Esporte Clube 9 de Julho                     | Cornélio Procópio | Microrregião de Cornélio Procópio | Décimo Terceiro Lugar]                                                     | Estádio Municipal Ubirajara Medeiros   | --         | 0 (não possui)      | 2             |
| Associação Esportiva e Recreativa Mourãoense | Campo Mourão      | Microrregião de Campo Mourão      | Décimo Quarto Lugar                                                        | Estádio Municipal Roberto Brzezinski   | 3.948      | 0 (não possui)      | 5             |
| Sociedade Esportiva Matsubara                | Cambará           | Microrregião de Jacarezinho       | Vice Campeão do Campeonato Paranaense de Futebol de 1976 - Segunda Divisão | Estádio Gustavo Nunes Diniz            | --         | 0 (não possui)      | 1             |
| Centenário Esporte Clube                     | Centenário do Sul | Microrregião de Astorga           | Campeão do Campeonato Paranaense de Futebol de 1976 - Segunda Divisão      | Estádio Sergio Victor Meca             | --         | 0 (não possui)      | 1             |

## Classificação
- 1° Grêmio Maringá
- 2° Coritiba Foot Ball Club
- 3° Clube Atlético Paranaense
- 4° Colorado Esporte Clube
- 5° Rio Branco Sport Club
- 6° Sociedade Esportiva Matsubara
- 7° Londrina Esporte Clube
- 8° União Bandeirante Futebol Clube
- 9° Centenário Esporte Clube (Paraná)
- 10° Associação Atlética Iguaçu
- 11° Esporte Clube Pinheiros (Paraná)
- 12° Atlético Clube Paranavaí
- 13° Esporte Clube 9 de Julho
- 14° Umuarama Futebol Clube
- 15° Operário Ferroviário Esporte Clube
- 16° Associação Esportiva e Recreativa Mourãoense

## Regulamento
Na Primeira Fase as dezesseis equipes se dividiram em dois grupos regionais de oito clubes, jogando dentro do grupo em turno e returno, se classificando os quatro melhores, na Segunda Fase os oito melhores se enfrentariam em turno e returno os três melhores classificariam para a o Quadrangular Final, enquanto a outra vaga seria decida em repescagem, após o Quadrangular de turno único haveria a final com os dois melhores, na Quarta Fase a Final.

## Finais
- 25 de Setembro
- Grêmio Maringá     1 x 0  Coritiba

- 3 de Outubro
- Coritiba           1 x 1  Grêmio Maringá

## Campeão
| Campeão Paranaense de 1977 |
| -------------------------- |
| Grêmio Maringá 3° Título   |

Grêmio Maringá campeão de 1977: Jair Henrique, Dr. Sabóia, Wagner, Valdir, Nilo, Cleber, Assis, Alberico e Duílio; Freitas, João Marques, Itamar, Nivaldo, Marquinhos e Bombinha.